# Аяганколь
Аяганколь (каз. Аяғанкөл) — озеро в Узункольском районе Костанайской области Казахстана. Находится в 12 км к северо-западу от свх им. Чапаева.
По данным топографической съёмки 1944 года, площадь поверхности озера составляет 1,18 км². Наибольшая длина озера — 1,4 км, наибольшая ширина — 1,1 км. Длина береговой линии составляет 4 км, развитие береговой линии — 1,03. Озеро расположено на высоте 158 м над уровнем моря.